# シャー (モグーリスタン)
シャー（? - 1570年）はウイグルスタン・ハン国のハンでマンスール・ハンの長男。
1545年に父のマンスールが死去すると後継者となったが、弟マ・ヘイ・マ（ムハンマド・スルターン）と後継者争いが発生した。マ・ヘイ・マは後継者となることはなかったが、ハミの一部を手に入れ、カルムイクまたはオイラトと同盟を組みシャーを攻撃した。その後について明確な資料は残されていないが、1570年にシャーが死去したとき、マ・ヘイ・マはトルファンを支配していた。